# Svartträsket (Värmdö socken, Uppland)
Svartträsket är en sjö i Värmdö kommun i Uppland och ingår i Norrström-Tyresåns kustområde. Sjön är 2,1 meter djup, har en yta på 0,01 kvadratkilometer och befinner sig 15 meter över havet.